# Pekaka
Pekaka is een bestuurslaag in het regentschap Lingga van de provincie Riau-archipel, Indonesië. Pekaka telt 461 inwoners (volkstelling 2010).